# Sagnarigu

Sagnarigu är en ort i norra Ghana, belägen strax nordväst om Tamale. Den är huvudort för distriktet Sagnarigu, och folkmängden uppgick till 8 328 invånare vid folkräkningen 2010. Sagnarigu med omgivande distrikt ingick i staden Tamale fram till 24 juni 2012, då detta område bröts ur.